# پلیمرهای رسانا

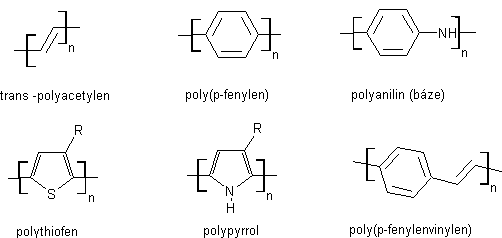
فرمول های پلیمر های اصلی رساناmain conductive polymers

در سال ۱۹۷۹ برای اولین بار، دیاز و همکارانش پلی پیرول را به عنوان پلیمری با خاصیت رسانایی معرفی کرد. این یافته‌ها در سال ۲۰۰۰جایزه نوبل شیمی را برای شیراکاوا، مک دیارمید، هیگر به دنبال داشت. از جمله متداول‌ترین پلیمرهای رسانا می‌توان به پلی تیوفن، پلی آنیلین، پلی پیرول، پلی پارافنیلن اشاره کرد. خصوصیت الکتریکی، الکتروشمیایی، نوری پلیمرهای رسانا، آن‌ها را به عنوان مادهای برای کاربرد در پوشش‌های ضد الکتریسیته ساکن، پوشش‌های ضد خوردگی، پوشش‌های برای جذب امواج ماکروویو، بیوحسگرها تبدیل کرده‌است. 
خواص رسانایی پلیمرها به میزان دلخواه قابل تنظیم است به‌طوری که می‌تواند در حد رساناها یا نیم‌رساناها باشد. این پلیمرها از نظر ساختاری در زنجیرهٔ اصلی خود دارای باند دوگانه به صورت یک در میان است به‌طوریکه طی فرایند دوپاند شدن خواص رسانایی آن‌ها افزایش می‌یابد.
اصطلاح آلایش کردن از لغت‌نامه اجسام نیم‌رسانا گرفته شده‌است زیرا مواد پذیرنده و دهنده الکترون می‌توانند موجب افزایش رسانایی پلیمرهایی با سیستم مزدوج شوند. 
اصطلاح آلایش کردن مترادف اکسایش یا کاهش است. شکل فضایی و نیروهای بین زنجیره‌های ضعیف، نفوذ یون آلایش‌کننده را به میان زنجیره‌های پلیمر ممکن می‌سازد. تنها آلایشی مورد استفاده قرار می‌گیرند که همراه با ایجاد پایداری شیمیایی توانایی رسانندگی الکتریکی را نیز بالا برند. این ویژگی تعداد آلایش کننده‌های مفید را به انواع I2 و FeCl3 برای الکترون پذیرنده‌ها و Li, Na وk برای الکترون دهنده‌ها محدود می‌سازد
آلایش کردن پلیمر سبب می‌شود که:
انتقال بار صورت گیرد (توسط اکسایش یا آلایش کردن نوع p و کاهش یا آلایش کردن نوع n) یک بار مخالف به درون شبکه پلیمر نفوذ کند.
بتوان به‌طور همزمان با عمل آلایش کردن پتانسیل شیمیایی را کنترل کرد.

## چگونگی رسانش الکتریکی
همان‌طور که گفته شد، جریان الکتریسیته بی‌شک ناشی ازحرکت آزاد الکترون هاست. در جامدهایی که دارای شبکه ای گسترده از پیوندهای اتمی هستند، الکترون‌ها درون و میان حالت‌های مجزای انرژی، که نوار انرژی نامگذاری می‌شود، حرکت می‌کنند. هر نوار انرژی ظرفیتی معین برای الکترون‌ها دارد و می‌تواند خالی هم باشد. برای انتقال جریان الزاماً نباید نوار انرژی کاملاً پُر یا خالی باشد. در فلزات نوارهای انرژی کاملاً پُرشده نیستند؛ به این دلیل الکترون‌های موجود در آن‌ها تحرک و آزادی کافی برای رسانش الکتریکی دارند. نوار انرژی در اجسام عایق و نیم‌رسانا کاملاً پُر یا کاملاً خالی است. بالاترین نوار که الکترون اشغال کرده نوار والانس (VB) و پایین‌ترین نوار خالی که در بالای آن است نوار رسانایی (CB) نامگذاری می‌شود که با ویژگی‌های الکتریکی ذاتی (حقیقی) مواد محاسبه می‌شود.
در عایق‌ها این دو نوار با یک شکاف بزرگ انرژی از یکدیگر جدا شده‌اند. در نیم‌رساناها این شکاف تا اندازه ای کوچک‌تر است؛ بنابراین الکترون‌ها تنها با جذب انرژی از یک منبع گرمایی یا نوری می‌تواننند از این شکاف عبور کنند.
وضعیت الکترونی پلیمرها مانند عایق‌ها و نیم‌رسانا هاست: نوار والانس آن‌ها پُر و نوار رسانای‌یشان خالی است و میان این دو نوار یک شکاف بزرگ انرژی (منطقه غیرمجاز) قرار دارد. پلیمرهای رسانا با تکرار پیوندهای دوگانه به‌طور مزدوج از پلیمرهای معمولی متماییز می‌شوند. در حالت خنثی دو گونه نوار انرژی که مربوط به الکترون‌های π است، وجود دارد:
1. اوربیتال‌های مولکولی پیوند نوار والانس (VB) را تشکیل می‌دهند.
2. اوربیتال‌های مولکولی ضد پیوندی نوار رسانیی را تشکیل می‌دهند.

شکاف انرژی بین دو نوار به همان ترتیبی است که در نیم‌رساناها وجود دارد: اغلب بزرگتر از 1eV (مانند پلی استیلن) است و گاهی به چندین الکترون ولت نیز می‌رسد (مانند پلی تیوفن و پلی پیرول). این موضوع آشکارا علت نبود رسانش را در پلیمرهای رسانا در حالت خنثی، با وجود داشتن سامانه مزدوج بالای پیوندهای دوگانه، بیان می‌دارد. بیشتر پلیمرهای رسانا در گذشته در حالت خنثی تهیه شده بودند ولی، به رسانایی آن‌ها تنها در دو دهه پیش، پس از فرایند آلایش کردن، پی برده شد. در نیم‌رساناهای معدنی خالص (مانند سیلیکون) نیز وضعیتی همانند حاکم است. در هر حالت، رسانش الکتریکی تنها در حالتی برقرار می‌شود که ناخالصی‌هایی مناسب برای ایجاد سطوح انرژی غیرمجاز در شکاف انرژی وجود داشته باشند. این سطوح باید به اندازه کافی به نوار رسانایی (ناخالصی‌های الکترون دهنده که موجب رسانایی گونه n می‌شود) یا متناوباً به نوار والانس (ناخالصی‌های الکترون پذیر که حفرات را در نوار والانسی ایجاد می‌کنند و به دنبال آن موجب ایجاد رسانش گونه p می‌شوند) نزدیک باشند. این مکانیسم بسیار ساده به درک مفهوم سولیتون، پلارون و بای پلارون، که مسئول افزایش رسانش الکتریکی در پلیمرهای رسانا هستند، کمک می‌کند.
رسانش الکتریکی در پلیمرهای ذاتاً رسانا ناشی از حاملان متحرکی است که در اثر آلایش کردن در سامانه الکترونی π به دست می‌آیند.
با آلایش کردن، یعنی با برداشتن الکترون‌ها از نوار والانس (آلایش مثبت)، یا افزدون الکترون به نوار رسانایی (آلایش منفی) بار الکتریکی به پیکره زنجیره پلیمری القا و موجب دگرگونی جزئی ولی مهم در موقعیت (ژئومتری) اتم‌های محل القای بار می‌شود. این دگرگونی جزئی یکی از سه گونه جزیره بار را (که سولیتون، پلارون و بای پلارون نامگذاری می‌شوند) به وجود می‌آورد.
در سطوح پایین آلایش کردن این بار ثابت اند و در سطوح بالاتر به دریای دژنره شکلی، که همانند رفتار فلزی است، تبدیل می‌شود به‌طوری که شمار زیادی از اتم‌های کربن را زیر پوشش می‌گیرد؛ بنابراین منطقه پیوند انرژی به دست آمده از این جزایر در شکاف انرژی گسترده‌تر می‌شود. حتی در آلایش کردن‌های بسیار بالا (یک عامل آلایش‌کننده به ازای یک مونومر) ناحیه سطوح انرژی به دست آمده از جزایر به قدری گسترش می‌یابد که با نوارهای والانس یا نوار رسانایی همپوشانی می‌کند.
اندازه آلایش کردن عاملی بسیار مهم در اندازه رسانایی پلیمر است. زنجیره‌های کوتاه و ناخالصی‌ها، با ایجاد نقص در شبکه بلوری پلیمر، موجب کاهش رسانایی می‌شوند.
برای کنترل رسانایی در طول آلایش کردن، با به‌کارگیری عامل‌های آلایش کم خطرتر و یافتن روش‌های آلایش کردن آسان و قابل کنترل، کوشش‌هایی شده‌است. مانند جایگزین‌های آلایش کردن که در زیر آورده شده‌اند:
- کاشت یون
- آلایش کردن مشبک
- آنیله کردن
- و غیره

## سولیتون، پلارون و بای پلارون در پلیمرهای رسانا
پلیمرهایی با آرایش مزدوج اتم‌های کربن با هیبریدشدگی {\displaystyle sp^{2}P_{z}} دارند که می‌توان آن را هیبرید شدن کربن {\displaystyle sp^{2}} همراه با یک اربیتال {\displaystyle P_{z}} برای تشکیل پیوندهای {\displaystyle \pi } در نظر گرفت. به این ترتیب، یک الکترون ناپیوندی در اربیتال {\displaystyle P_{z}} وجود دارد که سامانه {\displaystyle \pi } مزدوج را در پلیمر به وجود می‌آورد. برای نمونه: در پلی استیلن این سامانه {\displaystyle \pi } مزدوج، که از الکترون‌های ناپیوندی به وجود می‌آید، نیمه پُر است. در شبکه پلیمری، پیوندهای درون زنجیری قوی و برهم کنش‌های بین زنجیری ضعیف اند؛ به عبارت دیگر، الکترون‌های {\displaystyle \pi } تنها در طول زنجیر پلیمر نامستقراند، بنابراین از دیدگاه الکترونی شبه تک بعدی هستند.
اگر در ساختار زنجیر پلیمر، الکترون‌های {\displaystyle {\ce {\pi}}} می‌توانستند آزادانه در طول زنجیر حرکت کنند، به عبارتی همه پیوندها طولی یکسان داشتند (کوتاه‌تر از پیوند ساده و بلندتر از پیوند دوگانه)، پلیمر می‌توانست مانند یک فلز رسانایی الکتریکی بالایی داشته باشد، ولی وضعیت الکترون‌های {\displaystyle \pi } و طول پیوندها به این صورت نیست.
در چنین ساختارهای شبه تک بعدی معمولاً یک واپیچیدگی ساختای از اتم‌های زنجیر به چشم می‌خورد؛ در نتیجه هر اتم کربن به اتم همسایه نزدیک تر و هم‌زمان از همسایه دیگر دور می‌شود.
در اثر این واپیچیدگی انرژی ترازهای {\displaystyle \pi } کاهش و از سوی دیگر انرژی کشسانی پلیمر افزایش می‌یابد. رقابت این دو عامل سبب می‌شود طول پیوند به اندازه تعادلی برسد که برای نمونه: برای پلی استیلن ۰٫۰۳–۰٫۰۴ است. مستقر شدن الکترون‌ها و پیوندهای کوتاه و بلند موجب می‌شود میان نوار رسانایی و نوار والانس شکاف انرژی به وجود آید. در اثر ایجاد این شکاف، پلی استیلن نیم‌رسانا می‌شود. اگر در زنجیره پلیمر اتم‌ها (یا مونومرها) با شماره‌های ۱٬۲٬۳ و … مشخص شوند، می‌توان پیوندها را به دو صورت گوناگون ۱=۲–۳=۴–۵=۶ و ۱–۲=۳–۴=۵–۶ در زنجیره قرار داد. این دو ساختار پیوندی را به ترتیب فاز الف و ب می‌نامند. روشن است اگر مونومرها یکسان و طول زنجیره‌ها برابر باشد، انرژی این ساختاهای پیوند یکسان خواهد بود؛ به عبارت دیگر در حالت پایه، دو تراز با انرژی یکسان وجود دارند.
در این نیم‌رساناها، افزون بر برانگیختگی الکترون-حفره، گونه ای تازه از برانگیختی نیز وجود دارد که همان دیواره ای است که منطقه مربوط به هر یک از فازهای الف و ب را در زنجیره پلیمر از یکدیگر جدا می‌کند و «بی قوارگی» نامگذاری می‌شود. در آغاز تحلیلی برای ضخامت این بی قوارگی ارائه نشد، ولی استدلال می‌کردند که ضخامت این دیواره نزدیک به چند اتم می‌رسد. بعدها مشخص شد که ضخامت واقعی این دیواره نزدیک به 14aکه a تصویر رئوس اتم کربن مجاور در امتداد زنجیر پلیمری است.

## روشهای رسانا کردن پلیمرها
برای رسانا کردن این مواد چند روش وجود دارد:
· ایجاد پلیمری با زنجیر اصلی نیم‌رسانا با پیوند دوگانه یک در میان که این افزایش رسانایی با فرایند آلایش کردن امکان‌پذیر است.
· افزودن ماده رسانای الکتریسیته به آمیزه پلیمری (کامپوزیت‌های پلیمری رسانا)
· قرار دادن پوشش رسانای الکتریسیته بر روی سطح پلیمر

## تفاوت‌های اصلی پلیمرهای ذاتاً رسانا با پلیمرهای معمولی
· شکاف انرژی آن‌ها کوچک است (تقریباً از ۱ تا ۳٫۵ الکترون ولت) بنابراین برانگیختگی به انرژی کمتر نیاز دارد و همانند مواد رسانا رفتار می‌شود.
· می‌توان آن‌ها را با آلایش کننده‌های مولکولی یا اتمی اکسید یا احیا کرد.
· جنبش حاملان بار در رسانا به اندازه کافی زیاد است به همین دلیل رسانایی الکتریکی در آن‌ها دیده می‌شود.
· ویژگی‌های الکتریکی و نوری این‌گونه مواد به ساختار الکترونیکی و شیمیایی واحدهای تکراری در آن‌ها بستگی دارد.